# Buřňák třepetavý
Buřňák třepetavý (Puffinus gavia) je druh buřňákovitého ptáka z rodu Puffinus, který hnízdí pouze na malých ostrůvcích Nového Zélandu. Mimo období hnízdění je rozšířen v novozélandských a jihoaustralských vodách.  

## Systematika
Druh poprvé popsal Johann Reinhold Forster jako Procellaria gavia. Forster exemplář získal již během druhé Cookovy plavby (1772–1775) v Queen Charlotte Sound, avšak Forsterův popis byl publikován až v roce 1844. Druh byl později přeřazen do rodu Puffinus, kam ho řadí i moderní taxonomie. Druhové jméno gavia v latině označuje blíže nespecifikovaného mořského ptáka, patrně nějaký druh racka. Maorské jméno druhu zní pakahā.
Druh se řadí do početného rodu Puffins, který sdružuje kolem dvacítky menších buřňáků. Nejbližšími příbuznými buřňáka třepetavého jsou buřňák Huttonův (Puffinus huttoni) a vyhynulý Puffinus spelaeus.

## Výskyt

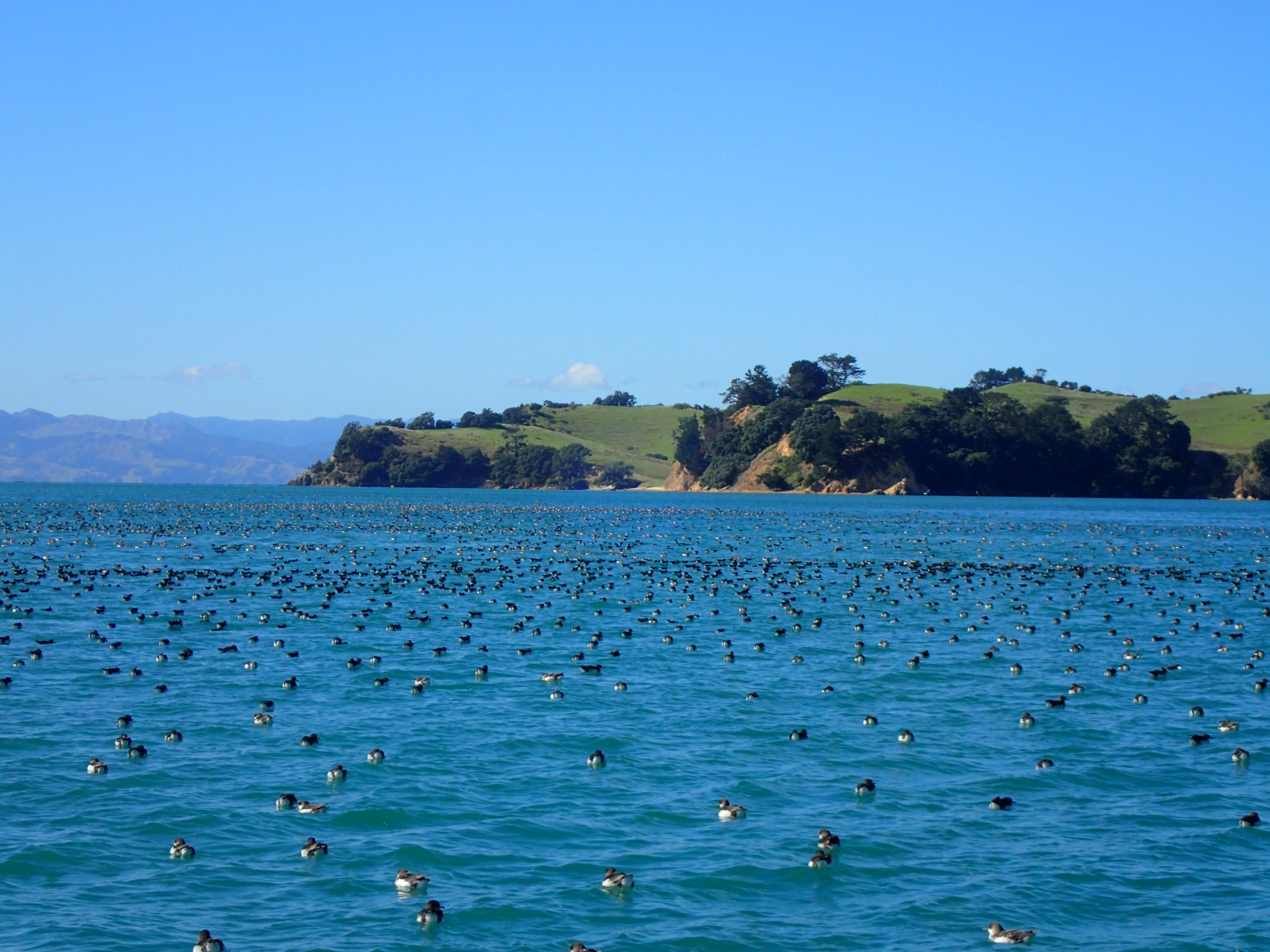
Velké hejno buřňáků třepetavých u ostrova Ponui v zálivu Hauraki

Buřńák třepetavý hnízdí pouze na Novém Zélandu. Drtivá většina hnízdišť jsou rozeseta po malých novozélandských ostrůvcích v severní částech Nového Zélandu, na kterých se nevyskytují savčí invazivní predátoři. K těmto ostrovům patří Tříkrálové ostrovy, Moturoa, Motuharakeke (Cavalli), Bream, severozápadní Chickens, Mercury a Aldermanovy ostrovy. Hnízdí i v Marlborogh Sounds na ostrovech Trio a Long. Po eradikaci krys z Malého bariérového ostrova buřňáci třepetaví tento ostrov samovolně znovu osídlili. Díky translokačním programům se vyskytují mj. na ostrově Maud (Marlborogh Sounds) a Mana (Wellington).
Po skončení hnízdění řada buřňáků třepetavých zůstává v zálivech v oblasti hnízdišť, kde dochází k přepeřování. S příchodem podzimu hlavně mladí jedinci táhnou do vod jihovýchodní Austrálie od Jižní Austrálie po Queensland. Zatoulaní jedinci byli spatřeni u Nové Kaledonie a Vanuatu.

## Popis

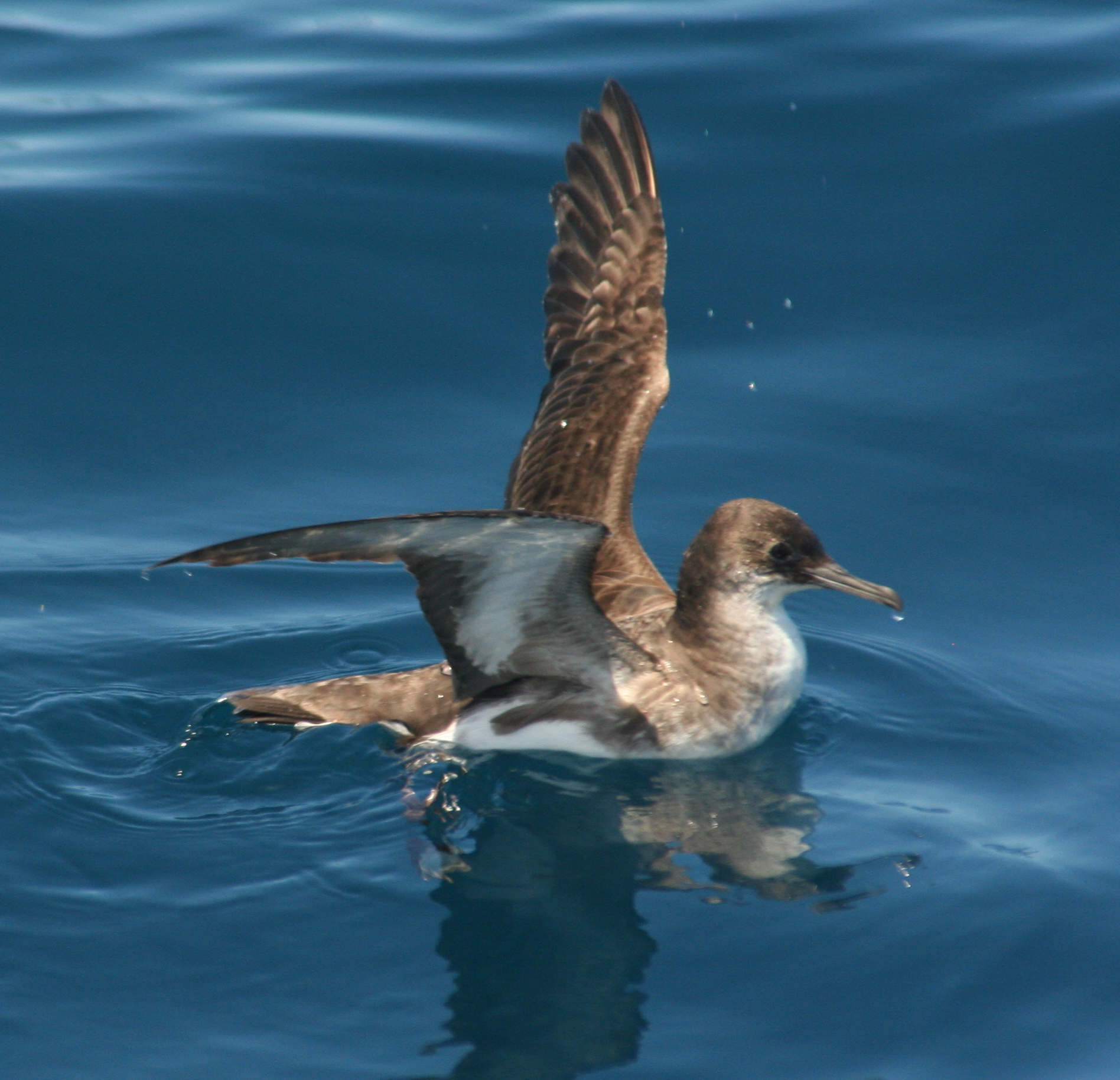
Buřňák třepetavý při posedu na hladině

Tento 33 cm vysoký pták dosahuje váhy kolem 300 g. Rozpětí křídel se pohybuje kolem 76 cm. Hlava až pod oči, hřbet, svrchní strna křídel, kostřec i svrchní část ocasu jsou tmavě šedohnědé. Kolem krku se táhne jemně našedlý límec. Spodina je bílá. Spodní strana křídel je bílá s nahnědlými okraji a šedavým podpažím. Zobák je dlouhý kolem 33 mm.

## Biologie
Létá pomocí rychlého třepetavého letu (odtud druhové jméno) s plně nataženými křídly. Třepetavý let rychle střídá s kluzným letem, typicky těsně nad vodní hladinou. Při silných větrech se věnuje hlavně dynamickému plachtění. Rád se sdružuje do hejn, která lze často zahlédnout blízko u pobřeží, typicky v oblastech s velkým množstvím zálivů jako je Hauraki nebo Marlborough Sounds. Občas může utvářet hejna i o 20 000 jedincích (typicky u potravních zdrojů). Hlasově se projevuje ostrým ka-hek-ka-hek-ka-hek, které vydává hlavně v letu a u kolonií.

### Potrava
Potravu sbírá nejčastěji během posedu na vodní hladině. Může se však potápět, a to nejméně do 29m hloubek; pod vodou plave s pomocí svých noh i křídel. Občas kořist sebere z vodní hladiny nebo těsně pod ní přímo za letu. Živí se hlavně menšími rybkami jako jsou sardinky a šproty, a krilem.

### Hnízdění

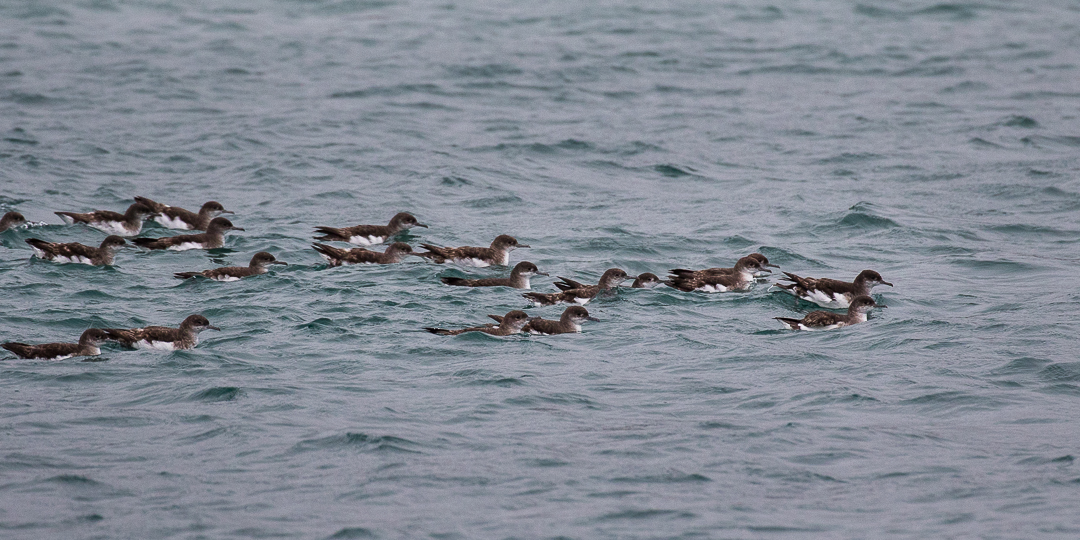
Hejno buřňáků třepetavých na moři

Hnízdí v 0,5–1 m dlouhých zemních norách v lesích a křovinách malých ostrovů. Hnízdní nory přitom mohou dosahovat velmi vysokých hustot. Kolonie buřňáků třepetavých se často mísí s příbuznými druhy ptáků, jako jsou buřníci obecní (Pelecanoides urinatrix), buřňáci menší (Puffinus assimilis) nebo druh Pterodroma gouldi. Buřňáci třepetaví se navrací do svých nor v srpnu, kdy začínají s námluvami a čištěním svých nor. Ke kladení vajec dochází od počátku září do poloviny října. Samice klade pouze 1 bílé vejce o rozměru 57×40 mm. Inkubační doba trvá kolem 50 dnů. Partneři se v sezení na vejcích střídají.
Narozená ptáčata krmí oba rodiče hlavně v noci. Ptáčata vylétají z hnízda v průměrném věku 74 dní od konce prosince do konce ledna. Stejně jako u ostatních trubkonosých, i ptáčata buřňáka třepetavého jsou rodiči intenzivně krmena natolik, že nabudou dokonce větší váhy než rodiče. Vrcholné váhy ptáčata dosahují kolem 50.–60. dne věku, kdy u nich bylo naměřeno 115 % váhy rodičů, načež váha pozvolna klesá až do výletu z hnízda. Na bezpredátorovém ostrově Burgess v zálivu Hauraki byla hnízdní úspěšnost je 64 %, což je podobné jako u ostatních druhů rodu Puffinus v koloniích bez predátorů.

## Ohrožení a ochrana
Veškerá hnízdiště buřňáků třepetavých se nachází v místech bez savčích predátorů, maximálně je přítomná krysa ostrovní. Podle subfosilních nálezů buřňáků třepetavých z maorských sídel se lze domnívat, že druh původně hnízdil i na Jižním a Severním ostrově a dokonce i na Chathamských ostrovech. Všechna tato místa však dnes mají velké množství různých savčích predátorů. Populace na menších ostrovech jsou tak ohroženy hlavně potenciální invazí predátorů jako jsou lasicovité šelmy, kočky nebo krysy obecné. K typickým nástrojům novozélandských ochranářů patří lovení predátorů a translokační programy, během kterých se část populace přenese do jiné, typicky bezpredátorové oblasti. Obě tyto metody se uplatňují i v případě buřňáka třepetavého, jehož nové populace byly založeny např. na ostrově Matiu / Somes nebo Mana ve Wellingtonském zálivu nebo dokonce do oplocené bezpredátorové oblasti na konci Cape Farewell.
I přes to, že populace druhu patrně klesá, Mezinárodní svaz ochrany přírody hodnotí buřňáka třepetavého jako málo dotčený druh. Může za to hlavně solidní geografický rozsah hnízdišť i početnost druhu. Ta se odhaduje na více než 100 000 hnízdních párů.